# Clube 33
Clube 33 é um clube privado situado no coração da Praça de New Orleans, seção da Disneylândia. Oficialmente mantido como um recurso secreto do parque temático, a entrada do clube é localizada próximo ao Restaurante Blue Bayou na "33 Royal Street", reconhecível por um grande e ornamentado "33", próximo à porta.
Os membros do Clube 33 e seus convidados têm acesso exclusivo ao restaurante do local, e as instalações não estão abertas ao público em geral. É o único local da Disneylândia que vende bebidas alcoólicas, embora a Disney tenha uma licença de licor, podendo ter bares espalhados por todo o parque, sendo clubes privados de mais fácil acesso. Um vinho no Clube 33 pode valer até U$1000, porém ele deve ser reservado antes. Além dos vinhos e cervejas, o clube 33 tem um bar completo com todos os tipos de bebidas dos quatro cantos do mundo, que não podem ser reservados diretamente com o bar, mas com os gerentes e donos do parque.
Os membros têm acesso livre aos parques da Disney, sendo que há alguns dias que atrações especiais são reservadas a eles. Os membros e convidados têm direito a um estacionamento especial com manobrista para o Disneyland Resort, acesso ao Lilly Belle e ao vagão presidencial no trem da estrada de ferro da Disney. Anualmente, 33 membros do Clube 33 recebem o benefício do ganho de 6 Fastpasses por dia, ignorando filas de qualquer atração dos parques.

## Nome
Embora existam muitas histórias sobre a origem do nome "Clube 33", apenas duas delas são as mais divulgadas. A primeira é que o clube tem esse nome porque seu endereço é localizado na estrada de nome "33 Royal Street". Qualquer executivo, dono ou gerente dos parques da Disney sempre responderá com tal argumento. Já a segunda história, se aprofunda no tema e no passado.
Antes de ser criada, a Disneylândia não era apenas uma ideia original, mas também uma ideia que precisava de financiamento extenso para criar vida. Walt Disney solicitou investidores de uma série de grandes corporações, e deu-lhes a oportunidade de anunciar dentro dos parques. Mas, para vencer as vendas, Disney pensou em um lugar que pudesse fornecer refeições e entretenimento para seus hóspedes e associados, longe da família e da algazarra do parque. Assim, Walt resolveu criar um lugar mais reservado, controlado, sofisticado e perto de seu apartamento. Surgiu a ideia do clube secreto, que começou a ser construído. Walt Disney faleceu (1966) antes da conclusão do clube, deixando-o sem nome. Quando o lugar foi aberto pela primeira vez, para os investidores, apareceram exatos 33 patrocinadores. São eles:
| - Kodak - Atlantic-Richfield - Bank of America - Bell Telephone - C & H Sugar - Frito Lay - General Electric - Global Van Lines - Carnation - Hallmark - Goodyear Tire and Rubber Co. | - Douglas Aircraft - Coca-Cola - Hills Bros. Coffee INC. - INA - Lincoln Savings and Loan - Monsanto CO - Pendleton - Pepsi-Cola - Ken-L Ration - Aunt Jemimas - Atchison, Topeka and Santa Fe | - Spice Islands - Chicken of the Sea - Sunkist - Sunsweet Growers INC - Swift & CO - Timex - United Air Lines - The Upjohn CO - The Welch's Grape Juice Company INC - Wurlitzer - Western Printing and Litho CO |

Sendo assim: Clube 33.
Existe também outra história relacionada com o "33" do clube.Quando Walter Disney estava prestes a criar o clube, ele precisou de um pequeno nome interessante que conseguisse chamar atenção do público suficiente para que eles possam se juntar ao clube.Numa frase dita pelo próprio Walter, ele disse:
"A Disneylândia foi, para muitos, um conceito original para um parque de diversões, nada como esta ideia nunca tinha sido tentada. A qualidade e detalhes que eu tinha estabelecido exigiria amplo financiamento para que os investidores foram solicitados a partir de uma série de grandes corporações. Os investidores teriam a oportunidade de anunciar dentro do parque, patrocinar passeios e varejo de alimentos, e promover seus produtos."
A ponto disto pode-se ter a teoria de que seriam 33 corporações, reforçando a ideia acima.

## Origem
Quando Walt Disney estava trabalhando com promotores empresariais para os atrativos da Disneylândia em 1964-1965, ele observou os diferentes convidados VIP. Isso culminou no Clube 33. Quando a Praça de New Orleans foi planejada, este alojamento para os VIPs foi incluído. Walt pediu para a artista Dorothea Redmond para pintar partes do clube e contratou Emil Kuri para decorar as instalações.. Embora originalmente destinado apenas para as empresas patrocinadoras da Disneylândia e os VIPs da indústria quando o clube foi aberto, em 30 de maio de 1967 (cinco meses após a morte de Disney), o clube também foi oferecido à qualquer membro que pudesse reservá-lo. Em 2010, foi constatada uma lista de espera de 14 anos para poder se tornar um membro, e para poder se utilizar dos prazeres do Clube 33. O mesmo só pode ter 487 membros e nada mais. Todos pagam uma taxa de abertura de U$27.500 (se são de alguma corporação) ou U$10.500 (para qualquer indivíduo). Além disso, eles pagam uma taxa anual de cerca de U$6.100 e U$3.275, respectivamente.

## Interior
Para entrar no no Clube 33, o hóspede tem de pressionar uma campainha oculta, que está atrás de um painel, na porta. A recepcionista irá pedir nome e alguns detalhes de seus documentos pessoais pelo interfone e, se o acesso é concedido, a porta se abre, e você poderá entrar para o Hall de entrada, totalmente ornamentado. Antigamente, era necessário apenas ter o cartão de membro do local, assim a pessoa poderia inseri-lo na ocultação por de trás do painel e entrar depois que a porta se abrisse, porém esse processo não funciona mais. Após isto, os clientes podem escolher ir para o nível 2, de jantar, por um elevador de vidro com detalhes antigos, que Walt Disney viu em um hotel de Paris, porém, naquela ocasião, o dono não quis vender o original. Então, destemido, Disney mandou engenheiros ao hotel parisiense para que tirassem as medidas exatas para a réplica (até mesmo uma amostra do revestimento original foi retirada).
O segundo nível tem duas salas. A Sala de Troféus possui painéis de madeira escura. Já a Sala de Jantar é mais formal, porém tem um ambiente mais claro.
Uma vez no nível 2, pode-se ver peças antigas de mobílias, coletadas por Lillian Disney. As paredes são decoradas por borboletas que estão por trás de vidros, nas paredes, e animações pintadas à mão, de um filme chamado "Fantasia". Walt Disney também escolheu a dedo antiguidades para decorar o Clube 33.
O clube também é decorado com adereços dos filmes da Disney. Lá dentro há uma cabine telefônica, quando se sai do elevador, que foi usada no filme "The Happiest Millionaire", e uma mesa de madeira ornamentada com tampo de mármore usado em "Mary Poppins". Há um vídeo, mostrado constantemente, que mostra os atores Karen Dotrice, Matthew Garber e David Tomlinson, parados à sua esquerda.
Há também um piano, que é muito antigo, que foi construído especialmente para Lillian Disney, com a intenção de ser usado no Clube 33. Diversos artistas da Disney tocaram o piano, mas os artistas mais famosos que também chegaram a fazer "um som" nele, foram Elton John e Paul McCartney. Hoje em dia o piano está muito danificado e velho, e não pode mais ser tocado.
Walt Disney também implantou um sistema de tecnologia, no qual um membro conversava normalmente, dentro das salas, enquanto microfones, nas luminárias, gravavam a conversa. Depois disso, a gravação saía com as vozes de personagens famosos dos desenhos animados da Disney. O programa nunca foi realmente usado, apenas testado, mas ele continua implantado no Clube 33.
A Sala de Troféus era antigamente decorado com troféus de animais, mas os membros da família Disney os retiraram com o tempo, mas há fotos espalhadas pela sala, para mostrá-la como era antigamente.
Na Sala de Jantar, há uma porta que dá para a varanda, de onde se vê a Praça de New Orleans. De lá, pode-se ver alguns eventos que ocorrem na praça. Os convidados da Disneylândia que participam do "Walk In Walt's Footsteps" (uma tour pelo parque que mostra como ele foi construído e como Walt Disney pensou em tudo) passam pelo Hall de entrada do Clube 33. O guia fornece informações sobre o clube, e deixa que os convidados entrem no elevador que Walt Disney mandou fazer, porém, eles não têm permissão de ir para qualquer outra parte do local.

## O famoso Dr. Lee
Embora muitos empregados tenham percorrido corredores e entrado em salas do Clube 33, o mais famoso dele foi o Sr. Lee Williams, mais conhecido (principalmente por seus clientes) por Dr. Lee. Dr. Lee trabalhou no Clube 33 por 28 anos, até se aposentar em 2007. Lee começou a trabalhar como Operador de Passeios da Disneylândia, em dezembro de 1981, e foi posteriormente transferido para o Clube 33 como lavador de pratos e garçom. Impressionados com os muitos elogios dos convidados, os donos e gerentes decidiram dar-lhe uma promoção. Agora ele seria Bartending. Após frequentar uma escola especializada em bartendings, Lee começou a misturar Manhattans e Lemon Drops, e ficou mais famoso ainda. Lee foi introduzido no Hall da Fama do Bartending em 2001, um prêmio que reconhece apenas 8 bartendings por ano, dentre 2.000 candidatos. A indicação é dada fora dos assuntos profissionais. Atualmente, Dr. Lee tem um blog no qual fala sobre as estrelas que já serviu, histórias do Clube 33 e também nos dá receitas de drinques famosos que ele usou no clube. O blog de Lee é: http://drleeclub33.blogspot.com/ .

## O Clube 33 de Tokyo
Um segundo Clube 33 está localizado na Disneylândia de Tokyo. Ao contrário do clube em New Orleans, este não está em uma praça, mas na rua "Center Street off World Bazaar". Os membros do Clube 33 dos Estados Unidos não têm os mesmos privilégios no clube de Tokyo e vice-versa.